# Nisza Matki Boskiej Różańcowej (Birgu)
Nisza Matki Boskiej Różańcowej (malt. Niċċa tal-Madonna tar-Rużarju, ang. Niche of the Madonna of the Rosary) – zabytkowa nisza z rzeźbą w Birgu na Malcie. Umieszczona jest na ścianie budynku u zbiegu ulic Triq il-Majjistral i Triq Pacifiku Scicluna. Autorem rzeźby jest Vincenzo Bonnici.
W  półokrągłej niszy zbudowanej z dwóch kolumn, pomiędzy którymi znajduje się fronton z napisem Maryja i krzyżem wieńczącym fronton. Wewnątrz niszy znajduje się rzeźba, która przedstawia ukoronowaną aureolą z gwiazd Najświętszą Maryję Pannę Różańcową z Dzieciątkiem Jezus.
Obiekt jest wpisany na listę National Inventory of the Cultural Property of the Maltese Islands pod numerem 00722.